# Fernando Colombo
Fernando Colombo (in spagnolo Hernando Colón; Cordova, 15 agosto 1488 – Siviglia, 12 luglio 1539) è stato uno scrittore e geografo italiano, figlio naturale del navigatore Cristoforo Colombo.

## Biografia
Fernando Colombo fu il secondogenito di Cristoforo Colombo, figlio illegittimo, nato dall'unione con Beatriz Enriquez de Arana. Era il fratellastro minore di Diego Colombo, avuto da Felipa Perestrelo y Moniz.
Accompagnò suo padre nell'ultimo viaggio, dove Cristoforo Colombo esplorò le coste della terraferma centroamericana.
Fin dalla giovane età, si distinse per l'innato interesse per i libri e la geografia.
Viaggiò a lungo in Europa e lesse moltissimo, riunendo molti libri in una sua famosa biblioteca.
La biblioteca colombina, o Hernandina, arrivò ad avere quindicimila volumi.
Il suo libro più famoso fu la Vida del Almirante Don Cristobal Colon, pubblicato nel 1571.
Fernando Colombo fu, inoltre, un buon matematico e studiò a fondo vari metodi per risolvere il problema della determinazione della longitudine.
Oggi riposa vicino al padre ed al fratello nella Cattedrale di Siviglia.

## Opere
- Fernando Colon, Vida del Almirante Don Cristobal Colon